# 31 серпня
31 серпня — 243-й день року (244-й у високосні роки) в григоріанському календарі. До кінця року залишається 122 дні.

## Свята і пам'ятні дні

### Національні
- Польща: День Солідарності та Свободи
- Молдова: День державної мови (рум. Limba noastră)
- Румунія: День мови
- Киргизстан: День Незалежності
- Малайзія: День Незалежності
- Тринідад і Тобаго: День Незалежності
- Узбекистан: День пам'яті жертв репресій
- США:
  - День адвоката
  - Національний день суміші сухофруктів і горіхів

### Релігійні
Католицтво:
- Арістідіос Афінський
- Никодим
- Йосип Ариматейський

Православ'я:
- Покладення чесного пояса Пресвятої Богородиці.
- Священномученика Кипріана, єпископа Карфагенського.
- Святителя Геннадія, патріарха Царгородського.

## Іменини
✝  Католицькі: Богдан, Марк, Раймонд.
✙ Православні: Марія, Геннадій

## Події
- 1422  — Генріх VI став королем Англії у віці 9 місяців
- 1733  — своїм указом імператриця Анна Іванівна «пробачає» запорожцям «усі їхні провини» і бере під свою імперську руку. Козаки дістали можливість повернутися на рідну землю.
- 1898  — офіційно відкрито Київський політехнічний інститут.
- 1907 — створено Антанту.
- 1919 — у ніч з 30 на 31 серпня Київ було визволено від більшовиків об'єднаними силами УГА та Дієвої армії УНР
- 1939 — Верховна Рада СРСР ратифікувала радянсько-німецький пакт про ненапад
- 1986  — радянський пасажирський лайнер «Адмірал Нахимов» затонув у Чорному морі біля Новоросійська після зіткнення з танкером «Петро Васев»; загинули 423 людини.
- 1987 — відбувся реліз відомого альбому Майкла Джексона під назвою ''Bad''.
- 1993 — завершено виведення російських військ із Литви.
- 1994 — у Берліні пройшла урочиста церемонія виведення російських військ із Німеччини.
- 1995 — на навколоземну орбіту запущено перший український науково-дослідний супутник Січ-1.
- 2002 — відбувся політ першого автожиру незалежної України КП-01.
- 2015 — Київ: після голосування за зміни до Конституції, внесені Президентом України, під Верховною Радою почались сутички між протестувальниками й правоохоронцями, понад 140 осіб зазнали поранень. Внаслідок вибуху загинуло (на місці і внаслідок поранень) четверо нацгвардійців, Невдовзі було затримано понад 18 осіб, які брали участь у заворушеннях.

## Народились

Іван Омелянович-Павленко

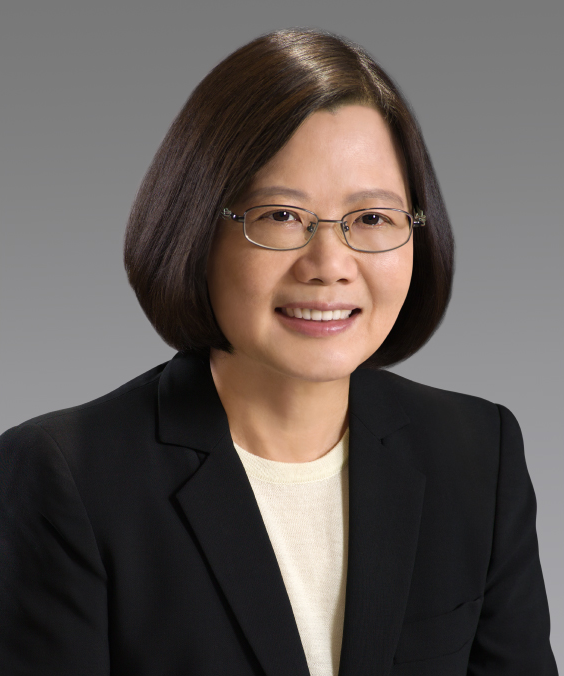
Цай Інвень

Дивись також Категорія:Народились 31 серпня
- 12 — Гай Юлій Германік, римський імператор.
- 1702 — Луї-Франсуа Рубільяк, французький скульптор, який працював у Королівстві Великої Британії; один з чотирьох найвідоміших скульпторів Лондону, представників рококо.
- 1811 — Теофіль Готьє, французький поет, прозаїк, літературний критик, лібретист та художник.
- 1821 — Герман фон Гельмгольц, німецький фізик, фізіолог та психолог.
- 1881 — Іван Омелянович-Павленко, український військовий діяч, генерал-хорунжий Армії УНР, командир Окремої кінної дивізії УНР, організатор УВВ.
- 1903 — Владимир Янкелевич, французький філософ і музикознавець.
- 1916 — Роберт Генбері Браун, англо-австралійський радіоастроном.
- 1956 — Цай Інвень, тайванська політична діячка, президент Республіки Китай.
- 1974 — Андрій Медведєв, український тенісист, перша ракетка країни.
- 1975 — Руслан Лужевський, офіцер Служби безпеки України, учасник російсько-української війни. Герой України.

## Померли
Дивись також Категорія:Померли 31 серпня
- 1056 — Феодора, бездітна візантійська імператриця. З її смертю припинила існування Македонська династія
- 1528 — Маттіас Грюневальд, німецький живописець, видатний майстер епохи Відродження
- 1834 — Карл Людвіг Гардінг, німецький астроном, який відкрив астероїд Юнона
- 1867 — Шарль Бодлер, французький поет, літературний критик та перекладач, основоположник естетики декадансу і символізму.
- 1945 — Стефан Банахпольський та український математик, один з творців сучасного функціонального аналізу та Львівської математичної школи.
- 1963 — Жорж Брак, французький художник, графік, сценограф, скульптор і декоратор; разом із Пабло Пікассо започаткував кубізм у світовому мистецтві.
- 1969 — Роккі Марчіано, американський боксер-професіонал, чемпіон світу в суперважкій вазі.
- 1973 — Джон Форд, американський кінорежисер, письменник, майстер вестерну, володар чотирьох «Оскарів» за найкращу режисуру.
- 1975 — Шефіка Гаспринська, лідерка кримськотатарського руху, донька Ісмаїла Гаспринського.
- 1986 — Генрі Спенсер Мур, видатний британський скульптор-абстракціоніст; був одружений з киянкою Іриною Радецькою, яка створювала ландшафти для його скульптур.
- 1989 — Степан Кожум'яка, український інженер-мостобудівник, філолог, дисидент, громадський діяч.
- 1997 — Діана, принцеса Уельська, донька графа Джона Спенсера, віконта Елторпа, та Френсіс Рут Рош; перша дружина принца Уельського Чарльза, спадкоємця британського престолу.
- 2018 — Олександр Захарченко, український колабораціоніст із Росією, перший ватажок терористичного угруповання Донецька Народна Республіка.
- 2019 — Антуан Юбер, гонщик Формули 2 за команду BWT Arden, французький професійний автоперегонник. Чемпіон серії GP3 2018 року.